# Riachuelo (Uruguay)
Pour les articles homonymes, voir Riachuelo.
Riachuelo est une ville de l'Uruguay située dans le département de Colonia. Sa population est de 144 habitants.

## Infrastructure
La route 1 passe au nord de la ville.

## Population
| Année | Population |
| ----- | ---------- |
| 1963  | -          |
| 1975  | –          |
| 1985  | –          |
| 1996  | –          |
| 2004  | 144        |

Référence,.